# BC4ü Bay 99
Der BC4ü Bay 99 war ein Drehgestell-Durchgangswagen mit Seitengang, der mit der Blatt-Nr. 131 für die K.Bay.Sts.B. zum Einsatz im Schnellzugverkehr gebaut wurde. Die Wagen waren nicht für den Übergang zu fremden Bahnen geeignet.

## Verbleib
Insgesamt vier Wagen mussten 1919 als Reparationsleistungen abgegeben werden. Weitere fünf Wagen wurden schon vor 1940 ausgemustert und für insgesamt sechs Wagen ist der Verbleib zum Kriegsende 1945 nicht geklärt. Der Rest der Wagen wurde bis 1950 ausgemustert.

## Konstruktive Merkmale

### Untergestell
Wie schon bei den Wagen nach Blatt 75 wurde der Grundrahmen des mit dem Wagenkasten verbundenen Untergestells komplett aus Holz aufgebaut, welches teilweise – z. B. für die äußeren Längsträger – mit aufgeschraubten Winkeleisen verstärkt wurde. Für die Querträger wurden ebenfalls hölzerne Profile verwendet. Man versprach sich durch diese Bauweise für hochwertige Wagen einen ruhigeren Lauf. Die hölzernen Querträger zur Aufnahme der Drehschemelpfannen wurden ebenfalls mit Winkeleisen armiert. Zur Unterstützung der äußeren Längsträger wurde wegen des großen Radstandes auf beiden Seiten ein Sprengwerk mit nachstellbaren Zugstangen angebaut. Die Pufferbohlen waren komplett aus Walzprofilen aufgebaut. Als Zugeinrichtung hatten die Wagen Schraubenkupplungen mit Sicherheitshaken nach VDEV, die Zugstange war durchgehend und mittig gefedert. Als Stoßeinrichtung besaßen die Wagen Stangenpuffer mit einer Einbaulänge von 612 mm, die Pufferteller hatten einen Durchmesser von 370 mm. Die Stangenpuffer wurden in den 1930er Jahren gegen Hülsenpuffer der Regelbauart ausgetauscht.

### Laufwerk
Die Wagen hatten Drehgestelle bayerischer Bauart mit kurzem Radstand von 2.500 mm mit aus Blechen und Winkeln genietetem Rahmen. Gelagert waren die Achsen in Gleitachslagern. Die Räder hatten Speichenradkörper und einen Raddurchmesser von 988 mm der bayerischen Form 39.
Die Handbremsen befanden sich jeweils im geschlossenen Übergang an einem Wagenende. Alle Wagen waren mit Druckluftbremsen des Typs Westinghouse sowie mit Saugluftbremsen des Typs Hardy ausgestattet.

### Wagenkasten
Das Wagenkastengerippe bestand aus einem hölzernen Ständerwerk. Es war außen mit Blech und innen mit Holz verkleidet. Die Seitenwände waren glatt und bis über die äußeren Längsträger heruntergezogen. Die Wagen besaßen ein Tonnendach der süddeutschen Bauart ohne Oberlichtaufbau.
Der Innenraum war in insgesamt acht Abteile aufgeteilt. Die Abteile der zweiten Klasse hatten jeweils sechs Polstersitze, die Abteile der dritten Klasse waren mit Holzlattenbänken ausgestattet und boten je Abteil acht Sitzplätze. Für den militärischen Transport wurden achtzehn Plätze für Offiziere und dreißig für Mannschaften ausgewiesen. Nur die beiden Abteile an den Wagenenden waren mit Schiebetüren zum Seitengang hin abgeschlossen.

### Ausstattung
An beiden Wagenenden befanden sich Aborte, die mit Waschgelegenheiten kombiniert waren.
Zur Beheizung verfügten die Wagen über eine Dampfheizung. Die Belüftung erfolgte über Dachlüfter bzw. über die versenkbaren Fenster.
Die Beleuchtung der Wagen der ersten Lieferserie erfolgte durch Gaslampen. Die zwei Vorratsbehälter hingen in Wagenlängsrichtung am Rahmen. Ab den 1930er Jahren erfolgte eine Umrüstung auf elektrische Beleuchtung.

## Bemerkungen
Insgesamt wurden 1930 vier Wagen umgebaut und erhielten die Gattungskennung BC4ü Bay 99/30. Dabei wurden die Seitenwände – einheitliche große Fenster –  und der WC-Bereich umgebaut.

## Skizzen, Musterblätter, Fotos

Ansicht zu Blatt 131 aus WV von 1913

## Wagennummern
Die Daten sind dem Wagenpark-Verzeichnis der Kgl.Bayer.Staatseisenbahnen, aufgestellt nach dem Stande vom 31. März 1913, sowie den Büchern von Emil Konrad (Reisezugwagen der deutschen Länderbahnen, Band II) und  Alto Wagner (Bayerische Reisezugwagen) entnommen.
| 1899 | Rath. |          | 2 501 Mü |            | 25 001 Mü  | 15 705 Mü  |         | xx/1945    | München             | 4              | H |  | Pl; Wsbr; Anbr | Ggl | D | 2 |  | 18 (18) | 40 (30) |  |  |  |
| 1899 | Rath. | 2 502 Mü | X        |            |            |            | 11/1919 |            |                     | 4              | H |  | Pl; Wsbr; Anbr | Ggl | D | 2 |  | 18 (18) | 40 (30) |  |  |  |
| 1899 | Rath. | 2 503 Mü |          | 25 002 Mü  | 15 706 Mü  | 15 706 Mü  | 02/1950 | München    | Altschadwagen       | 4              | H |  | Pl; Wsbr; Anbr | Ggl | D | 2 |  | 18 (18) | 40 (30) |  |  |  |
| 1899 | Rath. | 2 504 Mü |          | 25 001 Nür | 15 707 Nür |            | xx/1945 | München    |                     | 4              | H |  | Pl; Wsbr; Anbr | Ggl | D | 2 |  | 18 (18) | 40 (30) |  |  |  |
| 1899 | Rath. | 2 505 Mü |          | 25 003 Mü  | 15 708 Mü  |            | xx/193x | München    |                     | 4              | H |  | Pl; Wsbr; Anbr | Ggl | D | 2 |  | 18 (18) | 40 (30) |  |  |  |
| 1899 | Rath. | 2 506 Mü |          | 25 004 Mü  |            |            | xx/1928 | München    |                     | 4              | H |  | Pl; Wsbr; Anbr | Ggl | D | 2 |  | 18 (18) | 40 (30) |  |  |  |
| 1899 | Rath. | 2 507 Nü |          | 25 002 Nür | 15 709 Nür | 15 709 Nür | xx/1945 | Nürnberg   |                     | 4              | H |  | Pl; Wsbr; Anbr | Ggl | D | 2 |  | 18 (18) | 40 (30) |  |  |  |
| 1899 | Rath. | 2 508 Nü |          | 25 003 Nür | 15 710 Nür |            | xx/1933 | Nürnberg   |                     | 4              | H |  | Pl; Wsbr; Anbr | Ggl | D | 2 |  | 18 (18) | 40 (30) |  |  |  |
| 1899 | Rath. | 2 509    | X        |            |            |            | 11/1919 |            |                     | 4              | H |  | Pl; Wsbr; Anbr | Ggl | D | 2 |  | 18 (18) | 40 (30) |  |  |  |
| 1899 | Rath. | 2 510 Nü |          | 25 004 Nür | 15 711 Nür |            | xx/1945 | Halle      |                     | 4              | H |  | Pl; Wsbr; Anbr | Ggl | D | 2 |  | 18 (18) | 40 (30) |  |  |  |
| 1901 | MAN   |          | 2 511 Nü |            | 25 005 Nür | 15 712 Reg |         | xx/1945    | Hof(?)              | Pl; Wsbr; Anbr | 4 |  | H              | Ggl | D | 2 |  | 18 (18) | 40 (30) |  |  |  |
| 1901 | MAN   | 2 512 Nü |          | 25 006 Nür | 15 713 Reg |            | xx/193x | Hof        |                     | Pl; Wsbr; Anbr | 4 |  | H              | Ggl | D | 2 |  | 18 (18) | 40 (30) |  |  |  |
| 1901 | MAN   | 2 513 Nü |          | 25 007 Nür |            |            | xx/1929 | Nürnbarg   |                     | Pl; Wsbr; Anbr | 4 |  | H              | Ggl | D | 2 |  | 18 (18) | 40 (30) |  |  |  |
| 1901 | MAN   | 2 514    | X        |            |            |            | 11/1919 |            |                     | Pl; Wsbr; Anbr | 4 |  | H              | Ggl | D | 2 |  | 18 (18) | 40 (30) |  |  |  |
| 1901 | MAN   | 2 515 Nü |          | 25 008 Nür | 15 714 Nür | 15 714 Nür | xx/1945 | Neuenmarkt |                     | Pl; Wsbr; Anbr | 4 |  | H              | Ggl | D | 2 |  | 18 (18) | 40 (30) |  |  |  |
| 1901 | MAN   | 2 516 Nü |          | 25 009 Nür | 15 715 Nür | 15 715 Nür | 02/1950 | Nürnberg   | Altschadwagen       | Pl; Wsbr; Anbr | 4 |  | H              | Ggl | D | 2 |  | 18 (18) | 40 (30) |  |  |  |
| 1901 | MAN   | 2 517 Mü |          | 25 005 Mü  | 15 716 Mü  |            | 09/1950 | München    | zu C4ü umgezeichnet | Pl; Wsbr; Anbr | 4 |  | H              | Ggl | D | 2 |  | 18 (18) | 40 (30) |  |  |  |
| 1901 | MAN   | 2 518    | X        |            |            |            | 11/1919 |            |                     | Pl; Wsbr; Anbr | 4 |  | H              | Ggl | D | 2 |  | 18 (18) | 40 (30) |  |  |  |
| 1901 | MAN   | 2 519 Mü |          | 25 006 Mü  | 15 717 Mü  |            | 02/1950 | München    | Altschadwagen       | Pl; Wsbr; Anbr | 4 |  | H              | Ggl | D | 2 |  | 18 (18) | 40 (30) |  |  |  |
| 1901 | MAN   | 2 520 Au |          | 25 001 Au  | 15 718 Mü  |            | xx/1945 | München    |                     | Pl; Wsbr; Anbr | 4 |  | H              | Ggl | D | 2 |  | 18 (18) | 40 (30) |  |  |  |